# Archaboilus shurabicus
Archaboilus shurabicus  (лат.) — ископаемый вид прямокрылых насекомых рода Archaboilus из семейства Haglidae. Обнаружен в юрских отложениях Средней Азии (Кыргызстан, ?Таджикистан; Sulyukta Formation, Shurab II, Ditch 69, около 185 млн лет, плинсбахский ярус). Длина переднего крыла 68 мм, а его ширина — 27 мм.
Вид Archaboilus shurabicus был впервые описан в 1937 году советским палеоэнтомологом Андреем Васильевичем Мартыновым (1879—1938; ПИН РАН, Москва, СССР) вместе с таксонами Mesopolystoechus apicalis, Aboilus cellulosus, Archaboilus kisylkiensis, Juravoliopus sinuatus, Choristopsyche tenuinervis, Cicadellopsis incerta, Diphtheropsis incerta, Eofulgoridium kisylkiense и другими новыми ископаемыми видами. Таксон Archaboilus shurabicus включён в состав рода Archaboilus Martynov 1925.